# Джейсън Маккаслин
Джейсън Пол „Кон“ Маккаслин (роден на 3 септември 1980 г.) е канадски музикант (бас китарист) и музикален продуцент.
Той е наполовина ирландец и с половин шведски произход. Роден е в Северен Йорк, Торонто, Канада.
Маккаслин започва да свири на бас на 14-годишна възраст, като член на гръндж група, наречена Second Opinion. Той е бас китарист и беквокалист на американската рок група Sum 41. Влиза в групата през ноември 1998 година. Sum 41 имат договор с Island Рекърдс около година, след като той се присъединява.

## Албуми с групи

### Sum 41
- Half Hour Of Power (2000)
- All Killer No Filler (2001)
- Does This Look Infected? (2002)
- Does This Look Infected Too? (2003)
- Chuck (2004)
- Go Chuck Yourself (2005)
- Underclass Hero (2007)
- All The Good Shit:14 Solid Gold Hits 2000-2008 (2009)
- Screaming Bloody Murder (2011)
- Live At The House Of Blues, Cleveland 9.15.07 (2011)

### The Operation M.D.
- We Have An Emergency (2007)
- Birds + Bee Stings (2010)

### Други
- FUBAR: The Album (2002) (Песен: Rock You)